# Мадан (община)
Община Мадан се намира в Южна България и е една от съставните общини на област Смолян.

## География

### Географско положение, граници, големина
Общината се намира в източната част на област Смолян. С площта си от 174,951 km2 е 7-а по големина сред 10-те общини на областта, което съставлява 5,48% от територията на областта. Границите ѝ са следните:
- на югозапад – община Рудозем;
- на северозапад – община Смолян;
- на север – община Баните;
- на североизток – община Ардино, област Кърджали;
- на изток – община Неделино;
- на югоизток – община Златоград.

### Природни ресурси

#### Релеф
Релефът на общината е ниско и средно планински и се простира в крайната югозападната част на Източните Родопи и в малка част от Западните Родопи.
Южната половина на общината, на юг от дълбоката долина на река Арда попада в югозападната част на източнородопския рид Жълти дял. Максималната височина на общината е връх Бучовица 1406,6 m, разположен на границата с община Златоград, на 1 km южно от село Крушев дол.
На север от долината на Арда на територията на община Мадан се простира крайната югоизточна част на дългия и тесен безименен западнородопски планински рид, отделящ се от Переликско-Преспанския дял източно от седловината Рожен и простиращ се в югоизточна посока между долините на реките Малка Арда и Черна (леви притоци на Арда). В пределите на общината максималната му височина е връх Света Неделя 1336,9 m, издигащ се на югозапад от село Купен.
Югоизточно от село Дирало, на границата с община Ардино, в коритото на река Арда се намира най-ниската ѝ точка – 567 m н.в.

#### Води
Основна водна артерия на община Мадан е река Арда. Тя протича през средата на общината от запад на изток в дълбока и тясна долина с множество планински меандри, на протежение от около 22 km, с част от горното си течение. Навлиза в община Мадан южно от село Рустан, минава през село Средногорци и покрай селата Леска, Цирка и Дирало и югоизточно от последното напуска нейните предели. Основни нейни притоци на територията ѝ са реките: Маданска река (десен), Черна (ляв, около 4 km от най-долното ѝ течение е в община Мадан), Малката река (ляв) и Буковска река (десен).

## Население

### Етнически състав (2011)
Численост и дял на етническите групи според преброяването на населението през 2011 г.:
|                     | Численост | Дял (в %) |
| Общо                | 12 276    | 100,00    |
| Българи             | 7230      | 58,90     |
| Турци               | 661       | 5,38      |
| Цигани              | –         | -         |
| Други               | 442       | 3,60      |
| Не се самоопределят | –         | -         |
| Неотговорили        | 3703      | 30,16     |

### Движение на населението (1934 – 2021)
| Община Мадан                                  | Община Мадан | Община Мадан | Община Мадан | Община Мадан | Община Мадан | Община Мадан | Община Мадан | Община Мадан | Община Мадан | Община Мадан | Община Мадан |
| --------------------------------------------- | ------------ | ------------ | ------------ | ------------ | ------------ | ------------ | ------------ | ------------ | ------------ | ------------ | ------------ |
| Година                                        | 1934         | 1946         | 1956         | 1965         | 1975         | 1985         | 1992         | 2001         | 2011         | 2021         |              |
| Население                                     | 6011         | 7409         | 21508        | 22956        | 20634        | 18871        | 16834        | 13812        | 12276        | 10062        |              |
| Източници: Национален Статистически Институт, |              |              |              |              |              |              |              |              |              |              |              |

### Населени места
Общината има 44 населени места с общо население от 10 062 жители към 7 септември 2021 г.
| Населено място | Население (2021 г.) | Площ на землището km2 | Забележка (старо име)               | Населено място | Население (2021 г.) | Площ на землището km2 | Забележка (старо име)                   |
| -------------- | ------------------- | --------------------- | ----------------------------------- | -------------- | ------------------- | --------------------- | --------------------------------------- |
| Арпаджик       | 21                  | -                     | в з-щето на с. Митовска             | Лещак          | 263                 | 5,820                 | Пъндаджик, Фъндаджик                    |
| Борика         | 12                  | -                     | в з-щето на с. Лещак                | Ливаде         | 18                  | -                     | Ливада, в з-щето на с. Студена          |
| Бориново       | 205                 | 10,000                | Бориево                             | Ловци          | 230                 | 4,583                 | Рахманска                               |
| Боровина       | 271                 | 10,212                | Чамладжа                            | Мадан          | 4884                | 22,353                |                                         |
| Букова поляна  | 359                 | 16,536                | Буковска поляна                     | Миле           | 10                  | -                     | в з-щето на с. Купен                    |
| Буково         | 197                 | 7,774                 |                                     | Митовска       | 124                 | 13,417                |                                         |
| Вехтино        | 56                  | 5,153                 | Ескилер                             | Мъглища        | 224                 | 4,759                 | Ардашли                                 |
| Високите       | 16                  | -                     | Узунци, в з-щето на с. Митовска     | Петров дол     | 15                  | -                     | в з-щето на с. Тънкото                  |
| Вранинци       | 6                   | -                     | Хасановска, в з-щето на с. Митовска | Печинска       | 33                  | -                     | в з-щето на с. Бориново                 |
| Върба          | 16                  | 6,220                 |                                     | Планинци       | -                   | -                     | Османлийци, в з-щето на с. Студена      |
| Върбина        | 757                 | 7,213                 | Союджук                             | Равнил         | 117                 | 4,101                 |                                         |
| Въргов дол     | 10                  | -                     | в з-щето на с. Тънкото              | Равнища        | 190                 | 4,150                 |                                         |
| Габрина        | 7                   | -                     | Гарабина, в з-щето на с. Купен      | Равно нивище   | 59                  | -                     | в з-щето на с. Тънкото                  |
| Галище         | 121                 | 5,076                 |                                     | Рустан         | 1                   | -                     | Рустан дере, в з-щето на с. Средногорци |
| Дирало         | 28                  | -                     | в з-щето на с. Вехтино              | Средногорци    | 778                 | 11,772                | Топуклу                                 |
| Долие          | 3                   | -                     | в з-щето на с. Лещак                | Стайчин дол    | 3                   | -                     | в з-щето на с. Върбина                  |
| Касапско       | 19                  | -                     | Касап, в з-щето на с. Купен         | Студена        | 129                 | 7,478                 | Поляна                                  |
| Кориите        | 20                  | -                     | Кориете, в з-щето на с. Леска       | Тънкото        | 64                  | 11,561                | Кайрякът                                |
| Крайна         | 46                  | -                     | в з-щето на с. Върба                | Уручовци       | 26                  | -                     | в з-щето на с. Галище                   |
| Крушев дол     | 2                   | -                     | в з-щето на гр. Мадан               | Цирка          | 73                  | 1,867                 |                                         |
| Купен          | 22                  | 12,062                |                                     | Чурка          | 87                  | -                     | в з-щето на с. Ловци                    |
| Леска          | 329                 | 7,477                 |                                     | Шаренска       | 211                 | 5,370                 |                                         |
|                |                     |                       |                                     | ОБЩО           | 10062               | 174,951               | 22 населени места са без землища        |

## Административно-териториални промени
- МЗ № 2820/обн. 14 август 1934 г. – преименува м. Бекировци на м. Батинци;

– преименува с. Бориево на с. Бориново;
– преименува с. Чамладжа на с. Боровина;
– преименува м. Ескилер на м. Вехтино;
– преименува с. Узунци на с. Високите;
– преименува м. Хасановска на м. Вранинци;
– преименува с. Союджук на с. Върбина;
– преименува м. Касап на м. Касапско;
– преименува м. Кориете на м. Кориите;
– преименува с. Пъндаджик (Фъндаджик) на с. Лещак;
– преименува м. Рахманска на м. Ловци;
– преименува м. Ардашли на м. Мъглища;
– преименува м. БЧобан на м. Пастирци;
– преименува к. Османлийци на к. Планинци;
– преименува м. Рустан дере на м. Рустан;
– преименува с. Топуклу на с. Средногорци;
– преименува м. Кайрякът на м. Тънкото;
- МЗ № 3775/обн. 7 декември 1934 г. – преименува м. Гарабина на м. Габрина;
- МЗ № 1014/обн. 11 май 1942 г. – признава м. Буковска поляна за с. Буковска поляна;

– признава м. Буково за с. Буково;
– признава м. Вехтино за с. Вехтино;
– признава м. Равнил за с. Равнил;
- Указ № 292/обн. 25 август 1953 г. – преименува м. Борова река на м. Бориева река и я признава за пром.с. Бориева река;

– признава н.м. Върба за отделно населено място – м. Върба;
– признава н.м. Галище (от с. Буково) за отделно населено място – м. Галище;
– признава н.м. Крайна (от община Мадан) за отделно населено място – м. Крайна;
– признава н.м. Кралевски дол (от община Мадан) за отделно населено място – м. Кралевски дол;
– признава н.м. Крушев дол (Крушов дол) за отделно населено място – пром.с. Крушев дол;
– признава с. Мадан за гр. Мадан;
– признава н.м. Петровица за отделно населено място – пром.с. Петровица;
– признава н.м. Уручовци (Уручевци) за отделно населено място – м. Уручовци;
- Указ № 317/обн. 13 декември 1955 г. – преименува м. Батинци на м. Батанци и я признава за с. Батанци;
- Указ № 582/обн. 29 декември 1959 г. – заличава м. Малка река и я присъединява като квартал на гр. Мадан;
- Указ № 381/обн. 25 октомври 1960 г. – преименува м. Поляна на м. Студена;
- Указ № 960/обн. 4 януари 1966 г. – уточнява името на м. Аврамовци на м. Аврамовска;

– осъвременява името на с. Буковска поляна на с. Букова поляна;
– уточнява името на м. Ливада на м. Ливаде;
– уточнява името на м. Еновска на м. Яновска;
- Указ № 757/обн. 8 май 1971 г. – заличава м. Пастирци и я присъединява като квартал на с. Върбина;
- Указ № 196/обн. 30 януари 1970 г. – заличава м. Аврамовска, с. Батанци, пром.с. Бориева река и м. Яновска и ги присъединява като квартали на гр. Мадан;
- Указ № 2294/обн. 26 декември 1978 г. – заличава м. Кралевски дол и пром.с. Петровица поради изселване;
- Указ № 250/обн. 22 август 1991 г. – признава м. Галище за с. Галище;

– признава м. Крайна за с. Крайна;
- На основание §7 (т.3) от Закона за административно-териториалното устройство на Република България (ДВ, бр. 63/1995 г.) всички махали, колиби, гари, минни и промишлени селища придобиват статут на села.

## Транспорт
През общината преминават частично 3 пътя от Републиканската пътна мрежа на България с обща дължина 40,1 km:
- участък от 9,7 km от Републикански път II-86 (от km 120,6 до km 130,3);
- началният участък от 16,6 km от Републикански път III-865 (от km 0 до km 16,6);
- началният участък от 13,8 km от Републикански път III-867 (от km 0 до km 13,8).

## Топографска карта
- Лист от карта K-35-86. Мащаб: 1 : 100 000.
- Лист от карта K-35-87. Мащаб: 1 : 100 000.